# Georg Schicht (Unternehmer, 1849)
Georg Schicht, auch Georg Schicht der Jüngere, (* 30. Juni 1849 in Ringelshain; † 14. Dezember 1913 in Wien) war ein österreichischer Unternehmer mit deutschböhmischen Wurzeln und gilt als Gründer der Chemischen Fabrik in Leopoldau.
Zudem war er der Bauherr der Schicht-Villa im 21. Wiener Gemeindebezirk Floridsdorf.

## Leben
Georg III. wurde als eines von neun Kindern des gleichnamigen Häuslers und Seifensieders Georg II. sowie der Theresia Sänze geboren. Einer seiner Brüder war der Industrielle Johann Schicht (1855–1907).
Georg Schicht studierte von 1869 bis 1873 am k.k. Polytechnischen Institut (bis 1872) bzw. an der Technischen Hochschule Wien Bauingenieurwesen und legte die Baumeisterprüfung ab. Er begann seine berufliche Laufbahn im elterlichen Betrieb, wo er unter anderem am Neubau der Schicht-Werke in den Siedlungseinheiten Kramel (Kramoly) und Obersedlitz (Novosedlice) mitwirkte, die später zum Ortsteil Schreckenstein zusammengelegt wurden.
1883 übersiedelte er nach Wien, wo er im 10. Bezirk ein eigenes Unternehmen, die Chemische Fabrik Georg Schicht, Wien gründete. Das Unternehmen stellte Kristallsoda, das damals als Waschmittel verwendet wurde, her. 1884 musste er den Betrieb aufgrund ungünstiger Wasserbedingungen nach Leopoldau (bis 1904 eigenständige Gemeinde) übersiedeln, wo er bis 1892 ein neues Fabriksgebäude errichten ließ und zusätzlich auch Ätznatron, Chlorkalk, Laugenessenz, Wasserglas und Waschblau produzierte. Ab 1900 wurde dort nach seinen Plänen die Schicht-Villa, eine Villa im englischen Stil, an deren Gebäudefront sich eine Sonnenuhr befindet, erbaut.
Trotz der vermeintlichen Konkurrenz zum Familienunternehmen arbeitete Georg Schicht mit diesem zusammen, 1910 baute er einen Wasserglasofen zur Herstellung eines Rohstoffs für die von seinen Brüdern in Böhmen produzierte Schichtseife. Nach dem Tod von Schicht wurde das Unternehmen – das nicht mit der in der Unilever Österreich aufgegangenen Georg Schicht AG zu verwechseln ist – von seinen Söhnen Georg V. (1889–1959) und Richard (1880–1958) weitergeführt. Die Grabstätte der Familie Schicht befindet sich am Stammersdorfer Zentralfriedhof: Gruppe: 1, Nummer: 2. 2014 wurde nach ihm der Georg-Schicht-Platz im Floridsdorf benannt. Außerdem wurde nach ihm (vor 1978) dort der Schichtweg benannt.

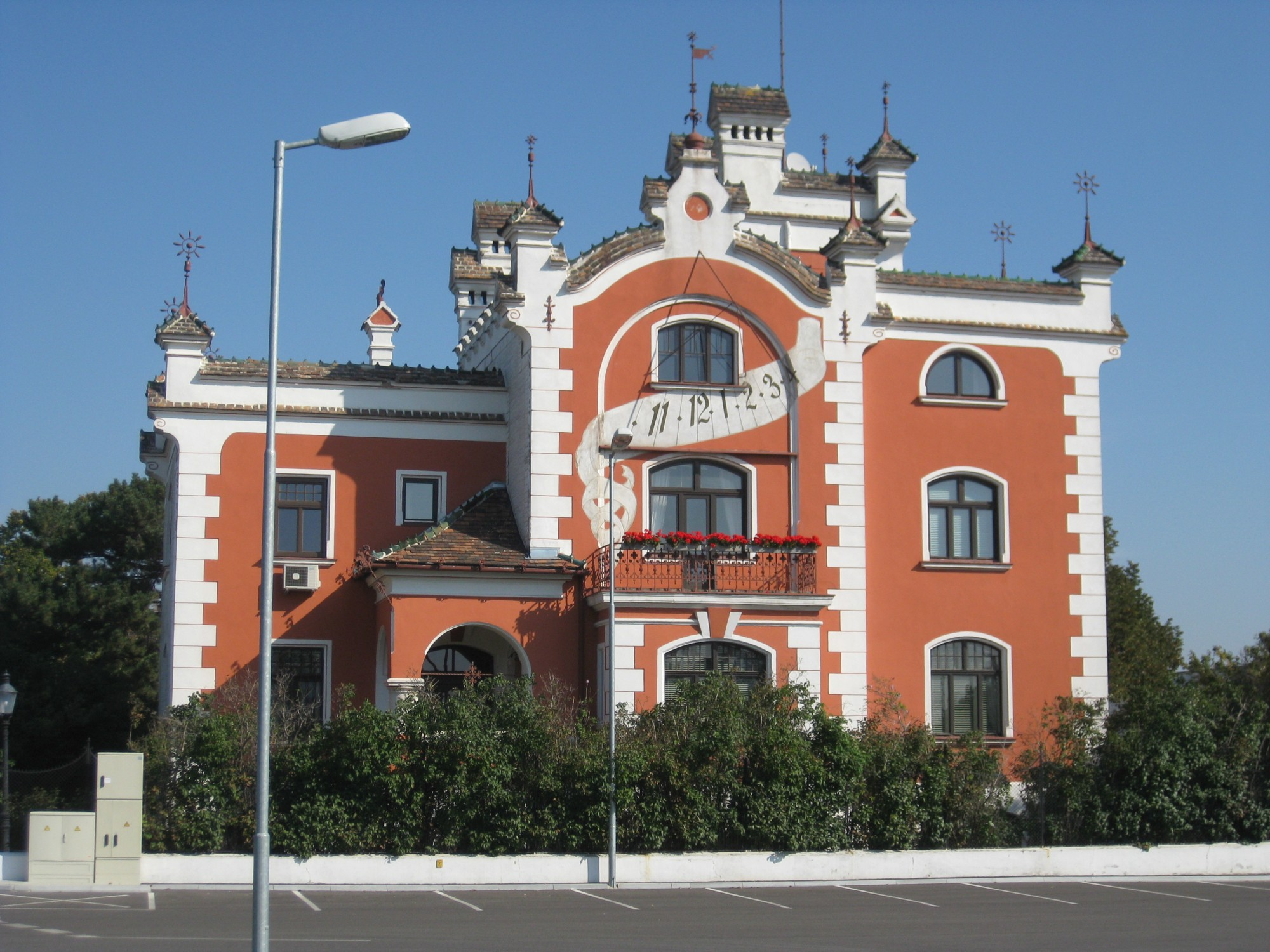
Schicht-Villa
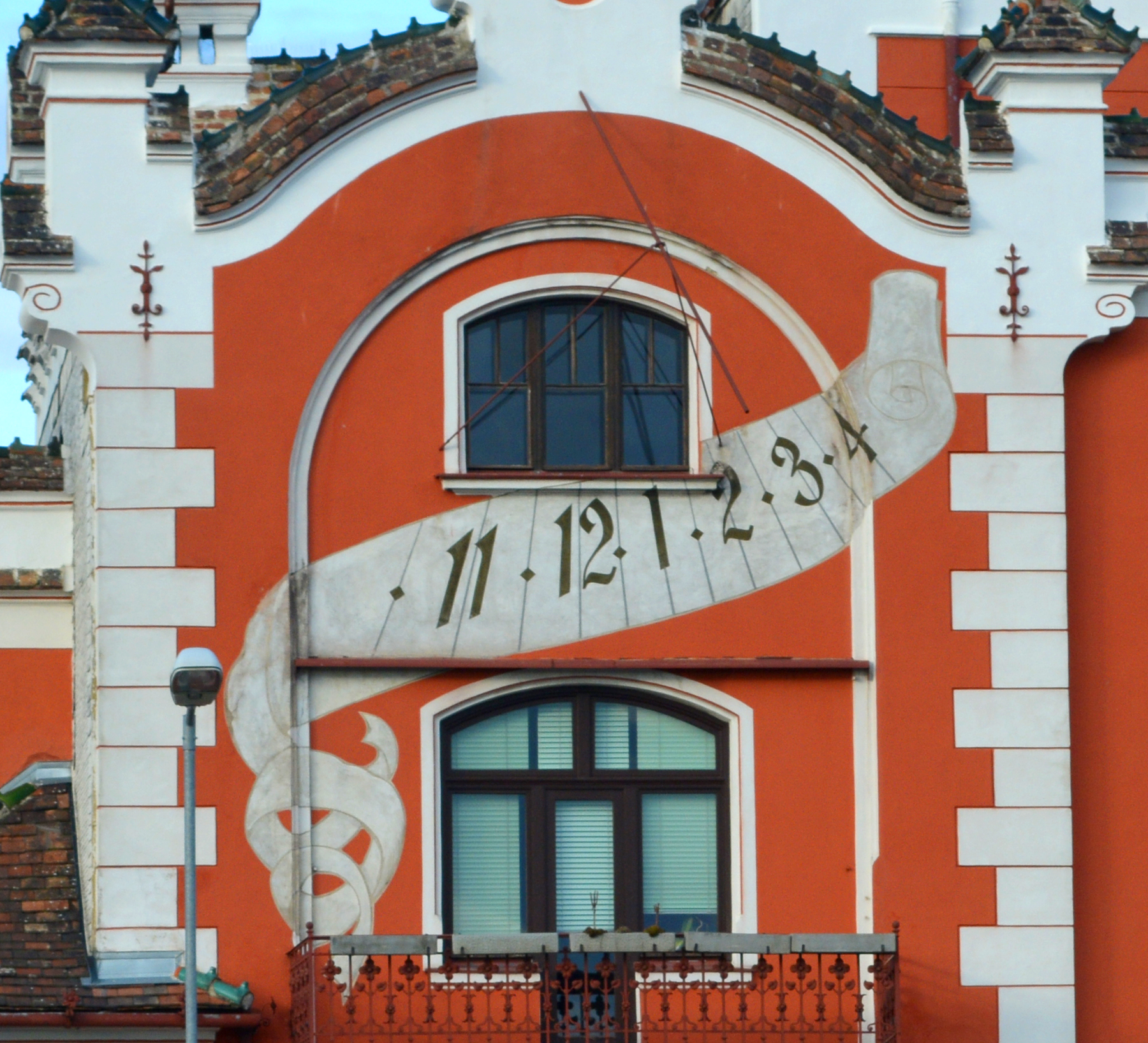
Sonnenuhr an der Villa